# Toyota RH Super
La Toyata RH Super est une routière de catégorie moyenne qui apparaît en 1953. Elle s'appelle RHK mais prend plus communément l'appellation Super. Elle succède à la SF de 1951 en étant sensiblement recarrossée et nettement plus puissante : 48 ch au lieu de 28, permettant une vitesse de pointe de 100 km/h au lieu de 79.
En 1954, la RHK devient RHN en bénéficiant des retouches de carrosserie et d'une calandre totalement redessinée. Le moteur en revanche n'évolue pas cette année-là.
La série RH est badgée Toyopet qui deviendra ensuite l'un des réseaux de distribution de Toyota qui, en 2011, existe toujours.